# 1350 Rosselia
1350 Rosselia eller 1934 TA är en asteroid i huvudbältet som upptäcktes 3 oktober 1934 av den belgiske astronomen Eugène Joseph Delporte i Uccle. Det har fått sitt namn efter belgiskan Marie-Thérèse Rossel.
Asteroiden har en diameter på ungefär 20 kilometer och den tillhör asteroidgruppen Koronis.